# Leander Reijo

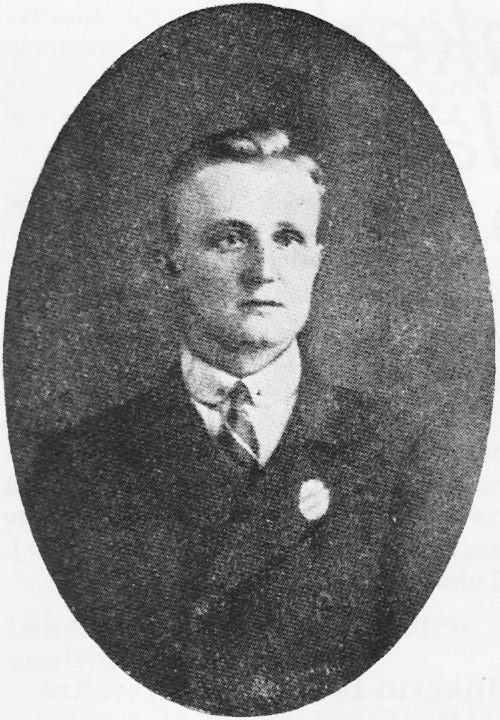
Leander Reijo

Leander Reijo, född 3 januari 1904 i Kullankylä, Estniska Ingermanland, död 19 juni 1932, var en frändefolksaktivist i Estniska Ingermanland. Han kallades "Ingermanlands Konung". Reijo försvann mystiskt år 1931.